# Катастрофа Ан-2 под Ржевкой
Катастрофа Ан-2 под Ржевкой — авиационная катастрофа пассажирского самолёта Ан-2Р 2-го Ленинградского (Ржевского) объединённого авиаотряда, произошедшая в среду 29 мая 1985 года в Ленинградской области близ аэропорта Ржевка, в которой погибли 4 человека из 5.

## Самолёт
Ан-2Р с регистрационным номером CCCP-70218 (заводской — 1G138-36, серийный — 138-36) был выпущен заводом PZL-Mielec в Мелеце (Польская Народная Республика) в 1972 году. Его передали Министерству гражданской авиации Советского Союза, которое к 29 августа направило борт 70218 в Ленинградское управление гражданской авиации, где он эксплуатировался во 2-м Ленинградском объединённом авиационном отряде (74-й лётный отряд, базировался в аэропорту Ржевка).

## Экипаж и пассажиры
Экипаж:
- Командир воздушного судна — 33-летний Плисов Олег Александрович[3] (родился 5 октября 1951 года);
- Проверяющий — 53-летний Шкода Георгий Николаевич[3] (родился 2 сентября 1931 года) — заместитель начальника лётного штурманского отряда.

Пассажиры:
- 40-летний Яшник Валерий Дмитриевич[3] (родился 1 мая 1945 года) —  старший инженер инженерно-авиационной службы;
- 49-летний Суворин Анатолий Николаевич[3] (родился 28 марта 1936 года) —  командир авиационной эскадрильи;
- Павлов А. Б.  —  заместитель командира авиационной эскадрильи[2].

- Плисов О. А.
- Шкода Г. Н.
- Суворин А. Н.
- Яшник В. Д.

## Катастрофа
Ан-2Р борт 70218 должен был совершать учебный полёт по маршруту Ржевка — Любань — Извара — Остроговицы — Вохоново — Ржевка, а пилотировал его экипаж из Ржевского же авиаотряда в составе двух пилотов. В нарушение наставления по производству полётов (НПП ГА-78), данный полёт был совмещён с облётом самолёта после установки аппаратуры для опрыскивания, для чего в бак для химикатов была залита вода (530 литров). Также на борту находились три пассажира, при этом инженер Яшник сидел в кабине, а командир авиаэскадрильи Суворин и его заместитель Павлов сидели в передней части салона. Центровка самолёта не выходила за пределы, однако взлётная масса была превышена на 217 килограмм.
Погодные условия были хорошими, когда в 10:20 Ан-2 после разбега в 300—400 метров на скорости 110 км/ч взлетел со взлётно-посадочной полосы по магнитному курсу 237°, при этом экипаж о взлёте не докладывал. Высоту самолёт набирал медленно и примерно через километр (к торцу ВПП) поднялся на 15—20 метров, а его скорость в этот момент составляла около 112 км/ч. Ближний приводной радиомаяк Ан-2 прошёл на высоте 30—35 метров при скорости 125 км/ч, когда пилоты начали сливать воду, при этом делая медленный разворот к площадке для экстренной посадки, которая располагалась в 3 километрах юго-западней (азимут 220°) КТА. Но в процессе поворота самолёт начал терять высоту и в 10:23:14 в 20—25 метрах над землёй стойками шасси зацепил верхушки сосен, а ещё через 4 секунды, пролетев 260 метров по курсу 50°, врезался левой частью крыла в деревья, развернулся в воздухе, рухнул на землю и загорелся.
В катастрофе выжил только заместитель командира эскадрильи Павлов, а все остальные четыре человека на борту погибли. Погибших авиаторов позже похоронили в братской могиле на кладбище Памяти жертв 9-го января.

## Причины
Так как самолёты малой авиации, к которой относился Ан-2, не были оборудованы бортовыми самописцами, то было невозможно провести объективный анализ момента возникновения и дальнейшего развития аварийной ситуации. Согласно выводам комиссии, предположительной причиной катастрофы стало падение мощности двигателя в процессе разгона по ВПП, а также при наборе высоты. В результате довольно быстро возникла ситуация, когда избыток мощности стал равен нулю и самолёт начал снижаться, чего уже не мог предотвратить даже слив воды. Причиной падения мощности двигателя, по мнению комиссии, мог послужить либо отказ двигателя, либо отход РУДа от взлётного положения, который мог быть не зафиксирован. Что же до превышения взлётного веса, то, согласно выводам, он не был причиной катастрофы.

## Обелиск
На месте катастрофы в Ржевском лесопарке был поставлен памятный обелиск. В XXI веке близ этого обелиска пролегла кольцевая автодорога (обелиск находится в 30 метрах к западу от внутреннего кольца). Со временем памятник стал приходить в негодность, в том числе с него пропали лопасти, фигурка самолёта на стеле и табличка с именами погибших. Тогда в начале декабря 2006 года петербуржец Игорь Евдокимов и москвич Александр Фетисов собственными силами выполнили ремонт памятника.